# That's What You Get, Babe
That's What You Get, Babe is het elfde album van de Britse progressieve rockmusicus Kevin Ayers.

## Tracklist
1. That's What You Get - 3:16
2. Where Do I Go From Here? - 2:39
3. You Never Run Your Heart - 3:06
4. Given & Taken - 2:54
5. Idiots - 3:07
6. Super Salesman - 5:03
7. Money Money Money - 3:12
8. Miss Hanaga - 3:18
9. I'm So Tired - 2:36
10. Where Do The Stars End - 3:04

## Bezetting
- Kevin Ayers: zang, gitaar (akoestisch + elektrisch), piano, orgel

Met:
- Ollie Halsall gitaar
- Graham Preskett keyboard, viool
- Mo Foster basgitaar
- Liam Genockey drums
- Roy Jones percussion
- Trevor Murrell percussion, drums
- Clare Torry achtergrondzang
- Neil Lancaster achtergrondzang
- Hans Zimmer synth programming[1]